# Алфред Кастлер
Алфрѐд Кастлѐр (на френски: Alfred Kastler; 3 май 1902, Гебвилер, Германска империя – 7 януари 1984, Бандол, Франция) е френски физик, носител на Нобелова награда за физика за 1966 година.

## Биография
Роден е на 3 май 1902 година в Гебвилер, Елзас, Германска империя. Завършва Екол Нормал Сюпериор в Париж през 1921, след което преподава физика в гимназия в Мюлуз и Университета на Бордо, където заема професорско място до 1941.
От 1941 година работи в Екол Нормал Сюпериор, заедно с Жан Бросел, в областта на квантовата механика, по-специално взаимодействие между светлина и материя, както и върху спектроскопията. Изработената от него техника „оптическо напомпване“ завършва теорията за лазерите и мазерите. За това откритие по-късно е награден с Нобелова награда.
През 1994 година, първоначално малката научна група по спектроскопия, която Кастлер основава, е преименувана на Лаборатория Кастлер-Бросел, смесено звено между Университета Пиер и Мария Кюри и Екол Нормал Сюпериор.
Умира на 7 януари 1984 година в Бандол, Франция.